# Complex Educatiu de Tarragona
El Complex Educatiu de Tarragona (CET), també conegut com a Antiga Universitat Laboral, és un espai de 74.100 metres quadrats, situat a l'autovia Tarragona-Salou, amb diversos edificis construïts entre 1953 i 1956. Inclou una residència d'estudiants, dos instituts i una escola d'educació especial, entre altres serveis educatius, a més d'instal·lacions esportives i espais verds. Depèn del Departament d'Educació de la Generalitat de Catalunya a través dels Serveis Territorials de Tarragona. És un conjunt d'edificis de Tarragona protegits com a Bé Cultural d'Interès Local.

## Història

### Construcció
El Complex Educatiu de Tarragona (CET) es va construir entre 1953 i 1956 per a fer la Universitat Laboral. Fou concebuda com a centre d'ensenyament, lloc de residència i internat que convertien aquest espai en un complex educatiu en el que els edificis compartien espais amb importants àrees de zona verda. En cert sentit, és el precedent de les actuals ciutats universitàries. Els seus paral·lels els hem de buscar a la Ciudad Universitaria de Caracas, del 1944 o de la de Mèxic entre el 1949 i el 1952. A la Península Ibèrica hi ha la Universitat Laboral de Gijón. Es documenten tota una sèrie de tallers, pavellons d'estudiants, aules, etc. A més a més d'un gran edifici que servia de menjador. També hi ha pistes d'esport.
La construcció és fruit de l'evolució de tres propostes diferents, que parteixen de la separació de funcions en l'organització general. El projecte definitiu es divideix en tres parts, una a càrrec de cada arquitecte. La disposició per parts separades respon a la voluntat d'estendre el conjunt i obligar els estudiants a recórrer certes distàncies entre les seves activitats.
El projecte partia de les teories de ciutat-jardí, de manera que gran part dels edificis es disposen al voltant d'una plaça pavimentada i plena de vegetació creant un diàleg i filtre visual i climàtic entre els edificis i els elements naturals. El menjador és l'espai que centra i articula el conjunt. La seva secció remet a un periscopi pels coronaments corbs que recullen la llum i connecten l'espai amb l'exterior. La cuina es troba al darrere. Va ser dissenyada per Eduardo Torroja i queda coberta amb una gran xapa plegada de formigó armat. Per la seva extensió i per la qualitat dels edificis, es pot veure clarament l'aplicació de la teoria compositiva urbana i arquitectònica del moviment modern esdevenint així una obra cabdal a Catalunya i convertint-se en model del desenvolupament industrial en relació al model social d'època franquista.
Els arquitectes que hi van treballar van ser Antonio De la Vega per a fer el menjador, la cuina i les residències; Luis Peral Buesa per a les aules i la urbanització, i Manuel Sierra Nava per als tallers. Els aparelladors van ser Fèlix Allesta, Laiseca i Lisbona i la direcció d'obra la portà l'arquitecte Antoni Pujol Sevil, que també va projectar el teatre. Josep Maria Monravà López es va responsabilitzar de la jardineria del conjunt escolar. L'espai escollit foren els terrenys de les finques Mas de la Pineda i Mas de Palau, que tenen una extensió de 150 hectàrees. Es va inaugurar el 8 de novembre de 1956.
La memòria del projecte, signada pel ministre de treball franquista José Antonio Girón de Velasco, explica que l'edifici havia de tenir «un caràcter alegre, jovial, senzill i, per tant, gens luxós, però sí que duri en el seu manteniment i ús, tenint en compte la utilització poc cuidada a la que serà sotmesa» d'uns alumnes «procedents de famílies obreres (...) que no estan acostumats al luxe ni el practiquen; sense educació higiènica i no acostumats a la disciplina i l'estudi, amb una educació cívica reduïda». La memòria inclou tres zones diferents. La primera per al patronat, la rectoria i la direcció, la segona per la direcció, el professorat, els alumnes i els empleats, i la tercera, educativa, preparada perquè els alumnes poguessin cursar, en un inici, Mecànica, Automobilisme, Electricitat, Fusteria, Arts Gràfiques, Construcció, Tèxtil, Indústria Química i Direcció de tallers. Hi ha 74.100 metres quadrats de superfície edificada amb un cost total de 401.016.408 pessetes. Els materials utilitzats bàsicament són: alumini, ferro, coure, ciment. També es va utilitzar la pedra de la pedrera mil·lenària del Mèdol.

### Segona etapa
El decret 238/1986 va transformar l'antiga Universitat Laboral en el Complex Educatiu, que depèn orgànicament del Departament d'Ensenyament de la Generalitat de Catalunya a través dels Serveis Territorials de Tarragona. Actualment al Complex Educatiu de Tarragona / CET hi ha els dos instituts d'educació secundària, Pere Martell i Cal·lípolis, i l'internat, amb una població de tres mil ciutadans.
El Col·legi Oficial d'Arquitectes de Catalunya sempre ha considerat a "La Laboral" com una obra arquitectònica molt ben resolta en el seu conjunt. Sense cap dubte l'edifici més emblemàtic és el menjador que amb la seva vidriera, la imatge més potent de la universitat, serví de fons a l'altar per a la Beatificació de Tarragona dels màrtirs del segle xx.

## Entitats
Els equipaments del Complex Educatiu de Tarragona són:
- La Gerència.
- La Residència-Internat. Per a alumnes universitaris[7] o ESO.
- L'Institut Pere Martell. En temps de la Universitat Laboral anomenat Centre A, va passar a dir-se IES Pere Martell des del 2004 i Institut Pere Martell a partir del 2009.
- L'Institut Cal·lípolis. Va néixer el 1989 com a secció sanitària de l'Institut Vidal i Barraquer de Tarragona i va anar ampliant l'oferta. El 2001-2002 es va fusionar amb l'IES Rovira i Virgili, també ubicat al Complex Educatiu. El curs 2005-2006 va iniciar els ensenyaments esportius. Des dels inicis ha estat un centre predominantment de formació professional, tot i que també s'hi ha fet ESO i Batxillerat.[8]
- El Camp d'Aprenentatge. És un servei educatiu del Departament d'Educació de la Generalitat de Catalunya que ofereix la possibilitat de fer estades de 2 a 5 dies o sortides d'un dia, a la nostra ciutat i comarca, a l'alumnat d'entre 6 i18 anys dels centres docents.[9]
- Els Serveis Educatius inclouen un Centre de Recursos Pedagògics (CRP), Equips d'Assessorament pedagògic (EAP), Centre de Recursos per a deficients auditius (CREDA), Equips d'assessorament en llengua, educació intercultural i cohesió social (ELIC) i Tecnologies de la Informació i la comunicació (TIC).
- L'escola Solc (Educació especial).